# Gilberto Tinetti
Gilberto Tinetti (São Paulo, 6 de abril de 1932 — São Paulo, 18 de junho de 2022) foi um pianista e professor brasileiro.
Formou-se em direito pela Faculdade do Largo de São Francisco na turma de 1955. Como as leis e a jurisprudência não lhe atraíram, dedicou-se inteiramente à música como concertista e professor. Logo depois de formado viajou para a Europa a fim de aperfeiçoar-se na arte do piano.

## Biografia
Estudou com a professora Josephina De Felice e posteriormente com Hans Bruch. Em Paris, estudou com Magdalena Tagliaferro e na Alemanha, com Friedrich Wührer. Especializou-se em interpretação com Alfred Cortot.
Faleceu em 18 de junho de 2022, aos 90 anos, causando comoção no cenário musical brasileiro.

## Professor
Desde 1961 dá aulas de piano a jovens músicos. Foi professor e diretor artístico no extinto Seminário de Música Pró Arte de São Paulo, fundado por Hans-Joachim Koellreutter, alemão que foi professor de Tinetti. De 1980 a 2002, foi professor do Departamento de Música da Escola de Comunicações e Artes da USP. A partir de 1986, apresentou programas dedicados ao repertório pianístico, através da Cultura FM de São Paulo, como o Pianíssimo.

## Prêmios e concursos
Venceu, em 1959, o Concurso da Academia Internacional de Verão do Mozarteum de Salzburgo, na Áustria. Apresentou-se em vários países da Europa, América Latina e Estados Unidos. Realizou a primeira audição em Paris, do Concerto no.4 para piano e orquestra de Villa-Lobos (1970) e foi júri do Concurso de Música do Canadá (1977 e 1987).
Em 1998, foi-lhe conferido pelo Rotary Clube de São Paulo, o título de "personalidade do ano" em Música. Em 1999 voltou a receber o Prêmio Carlos Gomes, desta vez como pianista do Trio Brasileiro, considerado o "melhor grupo de câmara". Em 2000, atuou na França com o Trio Brasileiro. Em 2002 e 2004, apresentou-se com êxito na Bolívia e na Colômbia, respectivamente.

## Gravações
Gravou com o Trio Brasileiro, em parceria com Lehninger e Clis, gravou 5 LPs e 1 CD para os selos Philips e Eldorado. O CD que gravou com o cellista brasileiro Antonio Meneses foi considerado o melhor lançamento clássico de 1985. Em 2004, foi lançado mais um CD do Trio Brasileiro, desta vez para o selo Lami, dedicado ao repertório brasileiro contemporâneo.